# 倭蛙
倭蛙（学名：Nanorana pleskei）为赤蛙科倭蛙属的两栖动物，是中国的特有物种。分布于四川、甘肃、青海等地，常栖息于高原沼泽地带。其生存的海拔范围为3300至4500米。该物种的模式产地在四川松潘。